# Viktor Oliva
Viktor Oliva, né le 24 avril 1861 à Nové Strašecí et mort le 5 avril 1928 à Prague, est un peintre et un affichiste tchécoslovaque.

## Galerie

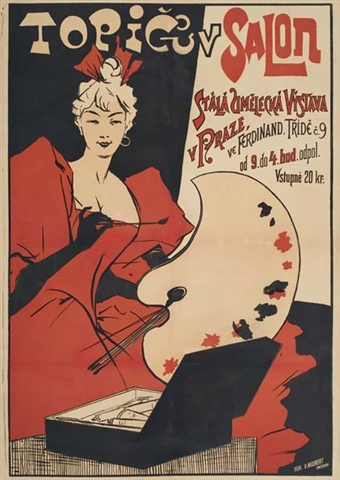
Affiche du Topicuv Salon (1895)
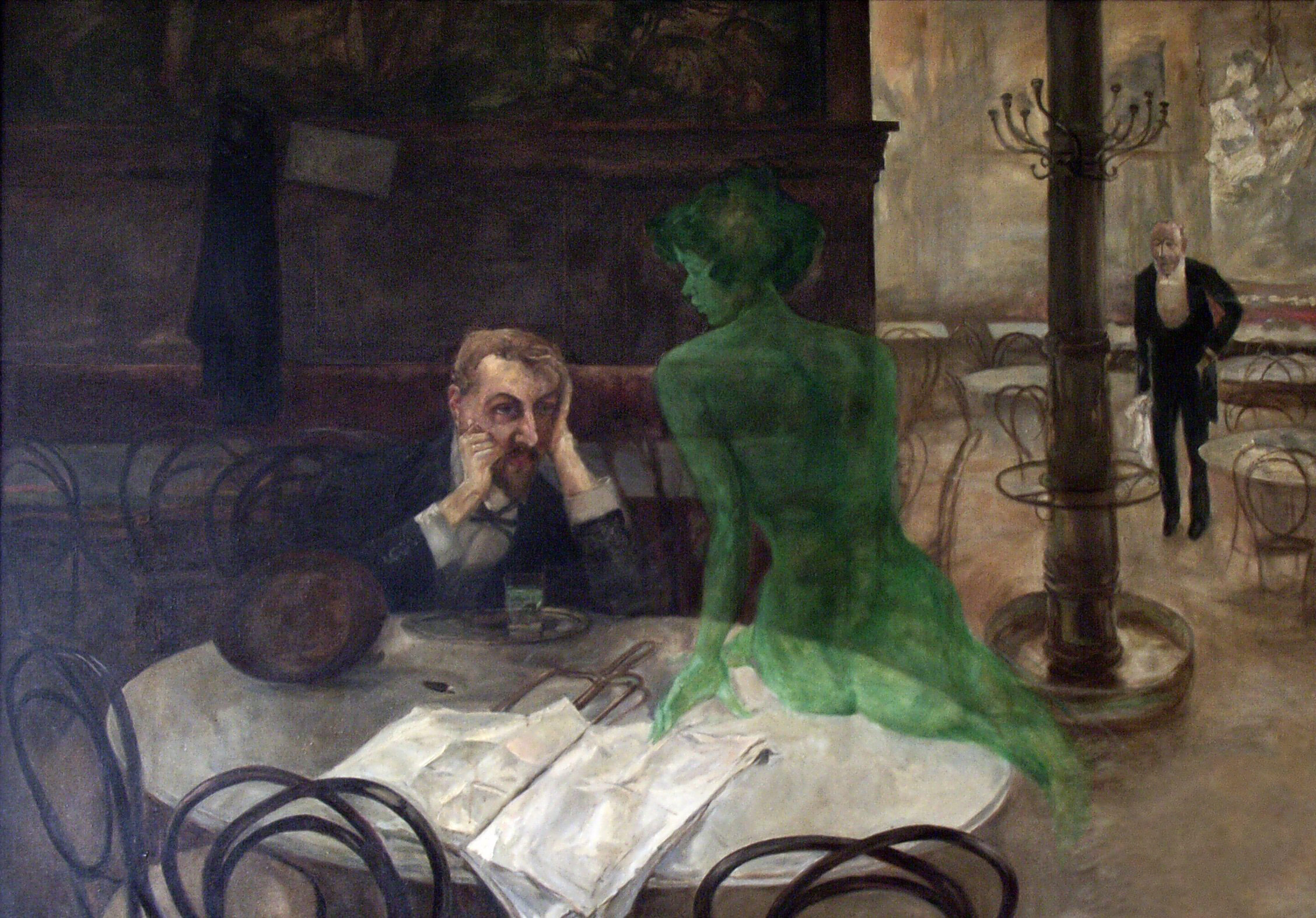
Le Buveur d'absinthe (1901)